# Andrew Triggs
Pour les articles homonymes, voir Andrew Triggs-Hodge.
Andrew Austin Triggs (né le 16 mars 1989 à Nashville, Tennessee, États-Unis) est un lanceur droitier des Red Sox de Boston de la Ligue majeure de baseball.

## Carrière
Andrew Triggs étudie à l'université du Sud de la Californie où il gradue magna cum laude en science politique et évolue pour les Trojans d'USC. Il est repêché par les Indians de Cleveland au 24e tour de sélection en 2010 puis par les Giants de San Francisco au 21e tour en 2011, mais ne signe son premier contrat professionnel qu'en 2012 après avoir été sélectionné en 19e ronde du repêchage amateur par les Royals de Kansas City. 
Triggs commence sa carrière professionnelle en 2012 et évolue trois saisons de ligues mineures avec des clubs affiliés aux Royals de Kansas City. Son contrat est acheté par les Orioles de Baltimore le 4 avril 2015 puis, après une autre année dans les mineures, les Athletics d'Oakland le réclament au ballottage le 16 mars 2016.
Il fait ses débuts dans le baseball majeur le 25 avril 2016 comme lanceur de relève pour Oakland face aux Tigers de Détroit. Il dispute 24 matchs des Athletics en 2016, dont 6 comme lanceur partant. Sa moyenne de points mérités s'élève à 4,31 avec 55 retraits sur des prises en 56 manches et un tiers lancées.